# Thorectandra choanoides
Thorectandra choanoides är en svampdjursart som först beskrevs av James Scott Bowerbank 1872.  Thorectandra choanoides ingår i släktet Thorectandra och familjen Thorectidae. Inga underarter finns listade i Catalogue of Life.